# Fluoropolymer
Fluoropolymery jsou polymery založené na fluorovaných (především perflurovaných) monomerech. Vyznačují se vysokou odolností vůči rozpouštědlům, kyselinám, a zásadám. Nejpoužívanějším z nich je polytetrafluorethylen (PTFE).

## Historie
V roce 1938 objevil Roy J. Plunkett náhodně polytetrafluorethylen; když zkoumal plynný tetrafluorethen za účelem vývoje chladiv, tak si všiml, že nádoba se stlačeným tetrafluorethenem nevykazuje žádný zbytkový tlak. Po jejím otevření zjistil, že se v ní vytvořila bílá pevná hmota v množství podobném původnímu tetrafluorethylenu a zjistil, že jde o do té doby neznámý polymer. Při testech se ukázalo, že tato látka odolává většině kyselin, zásad a rozpouštědel, a je teplotně stálejší než ostatní známé plasty. Do roku 1941 byla vyrobena větší množství PTFE pro projekt Manhattan.

## Vlastnosti
Podobně jako fluorované uhlovodíky nejsou fluoropolymery náchylné k působení van der Waalsových sil, jaké se objevují u uhlovodíků. což snižuje jejich přilnavost a tření. Větší množství vazeb uhlík–fluor v molekulách způsobuje, že jsou tyto látky stálé. Fluoropolymery mohou patřit mezi termosety nebo termoplasty.

## Příklady monomerů používaných na výrobu fluoropolymerů
- Perfluorcykloalkeny (PFCA)
- Ethen (E)
- Vinylfluorid (fluorethen, VF1)
- Vinylidenfluorid (1,1-difluorethen, VDF, VF2)
- Tetrafluorethen (TFE)
- Chlortrifluorethen (CTFE)
- Propen (P)
- Hexafluorpropen (HFP)
- Perfluorpropylvinylether (PPVE)
- Perfluormethylvinylether (PMVE)

## Příklady fluoropolymerů
| Fluoropolymer                                    | Obchodní název/názvy                                     | Monomer(y) | Teplota tání (°C) |
| ------------------------------------------------ | -------------------------------------------------------- | ---------- | ----------------- |
| Polyvinylfluorid                                 | Tedlar                                                   | VF1        | 200               |
| Polyvinylidenfluorid                             | Kynar, Solef, Hylar                                      | VF2        | 175               |
| polytetrafluorethylen                            | Fluon PTFE, Teflon, Algoflon, Hyflon, Polymist, Polyflon | TFE        | 327               |
| Polychlortrifluorethylen                         | Kel-F, Neoflon, Voltalef                                 | CTFE       | 220               |
| Perfluoralkoxyalkany, perfluormethylalkoxyalkany | Fluon PFA], Teflon-PFA, Hyflon, Neoflon                  | PPVE + TFE | 305               |
| Fluorovaný ethylen-propylen                      | Teflon FEP, Neoflon, Hyflon                              | HFP + TFE  | 260               |
| Polyethylentetrafluorethylen                     | FluonETFE, Tefzel                                        | TFE + E    | 265               |
| Polyethylenchlortrifluorethylen                  | Halar                                                    | CTFE + E   |                   |
| FFPM/FFKM (perfluorované elastomery)             | Kalrez, Tecnoflon, DAI-EL                                |            |                   |
| FPM/FKM (Vinylidenfluoridové fluoroelastomery    | Viton, Tecnoflon FKM, DAI-EL, Fluonox                    |            |                   |
| FEPM (tetrafluorethylen-propylenové elastomery)  | AFLAS                                                    | TFE + P    |                   |
| PFPE (perfluorpolyethery)                        | Krytox, Fomblin, Galden                                  |            |                   |
| Perfluorsulfonové kyseliny                       | Nafion                                                   |            |                   |
| Perfluorpolyoxetan                               |                                                          |            |                   |